# Selb
Selb (in ceco storicamente Žleby) è un comune tedesco di 16.799 abitanti, situato nel land della Baviera. Il territorio della città confina con la Repubblica Ceca.

## Storia
La regione attorno a Selb fu colonizzata nel XII secolo. Nel 1135 è menzionata la prima volta una casata “de Selewen”, nome da cui deriva il toponimo Selb. Nel 1281 la città fu nominata la prima volta in un contratto di pegno. Nel 1357 Selb fu intestata ai Forster che amministravano anche la selva di Cheb, poi nel 1412 fu venduta al burgravio di Norimberga. Egli creò nel 1427 la regione del Sechsämterland (“regione dei sei uffici”), una denominazione per la regione conosciuta ancora oggi. Una delle sei città di amministrazione era Selb. 

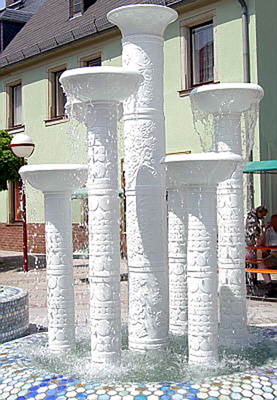
fontana di porcellana

 Il titolo di città gli fu riconosciuto per la prima volta nel 1426 dal margravio Federico I di Brandeburgo. Selb fu anche il centro della selva del margravio e il distretto preferito dal principe per la caccia. Ancora oggi le corna nel blasone della città ricordano quell'epoca.
Dopo la pace di Vienna del 1809, il 30 giugno 1810 Selb entrò a far parte della Baviera e si vide riconfermare il titolo di città nel 1836. Il 18 marzo 1856 un incendio scoppiato nei pressi della vecchia farmacia distrusse l'intero centro medioevale. Solo pochi edifici, fra di loro una chiesa, sopravvissero. Seicentoventiquattro famiglie restarono senza tetto.
Questa tragedia ebbe però anche un risvolto positivo: molti dei tessitori ormai disoccupati trovarono lavoro quando Lorenzo Hutschenreuther aprì una fabbrica di porcellana a Selb. Fu una delle prime a produrre in serie e quindi a fabbricare prodotti alla portata della gente comune. Verso il 1900 il numero di fabbriche di porcellane in città era già salito a circa venti.
Il primo luglio 1919 Selb uscì dal circondario di Rehau e divenne una città extracircondariale. Nel 1930 Selb aveva 14.200 abitanti, ma il numero delle fabbriche di porcellana scese per colpa della crisi economica e dell'inflazione. Alcune delle aziende rimaste, tra le altre Rosenthal e BHS Tabletop, hanno oggi acquisito fama mondiale.
Con la riforma dei circondari nel 1972, Selb venne inclusa nel circondario di Wunsiedel.
Oggi, ci sono industrie varie a Selb. I posti di lavoro nel settore della porcellana sono diminuiti con il tempo, da 5.000 nel 1965 ad attualmente meno di 1.000.

## Amministrazione

### Gemellaggi
- Beaucouzé
- Pardubice

## Cultura e attrazioni

### Teatro
Il centro culturale di maggior rilievo a Selb è il Rosenthal-Theater, che ha assunto il nome dalla celebre azienda produttrice di porcellana.

### Musei
- Porzellanikon Selb

Il Porzellanikon è un museo dedicato alla porcellana. Ne mostra sia l'evoluzione del processo produttivo sia i prodotti e i design attuali. Qui si trova anche il museo europeo per la ceramica tecnica. Assieme al museo di Hohenberg an der Eger, è il museo più grande in Europa specificatamente dedicato a questo nobile materiale.

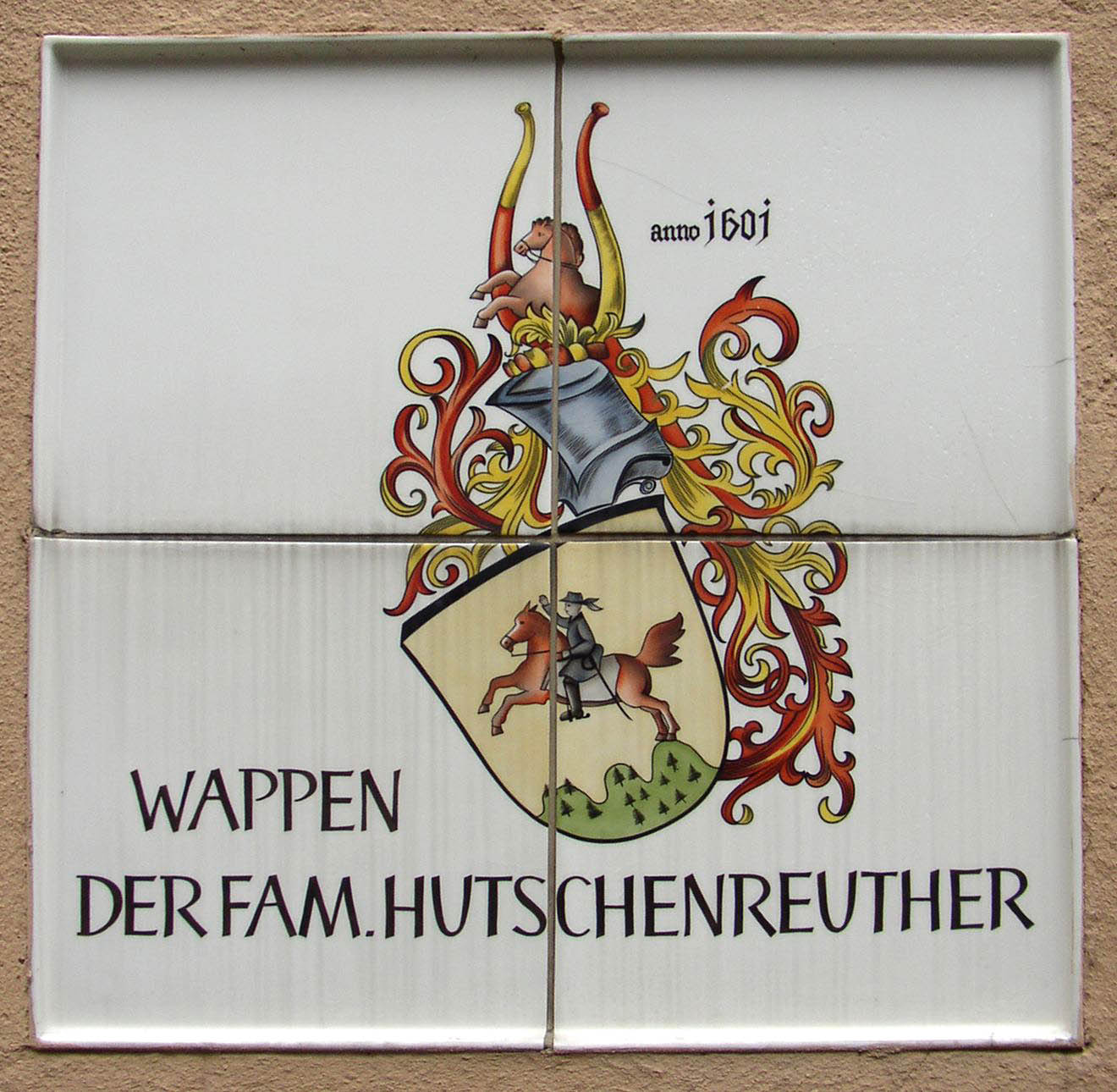
Dettaglio della facciata, stemma degli Hutschenreuther

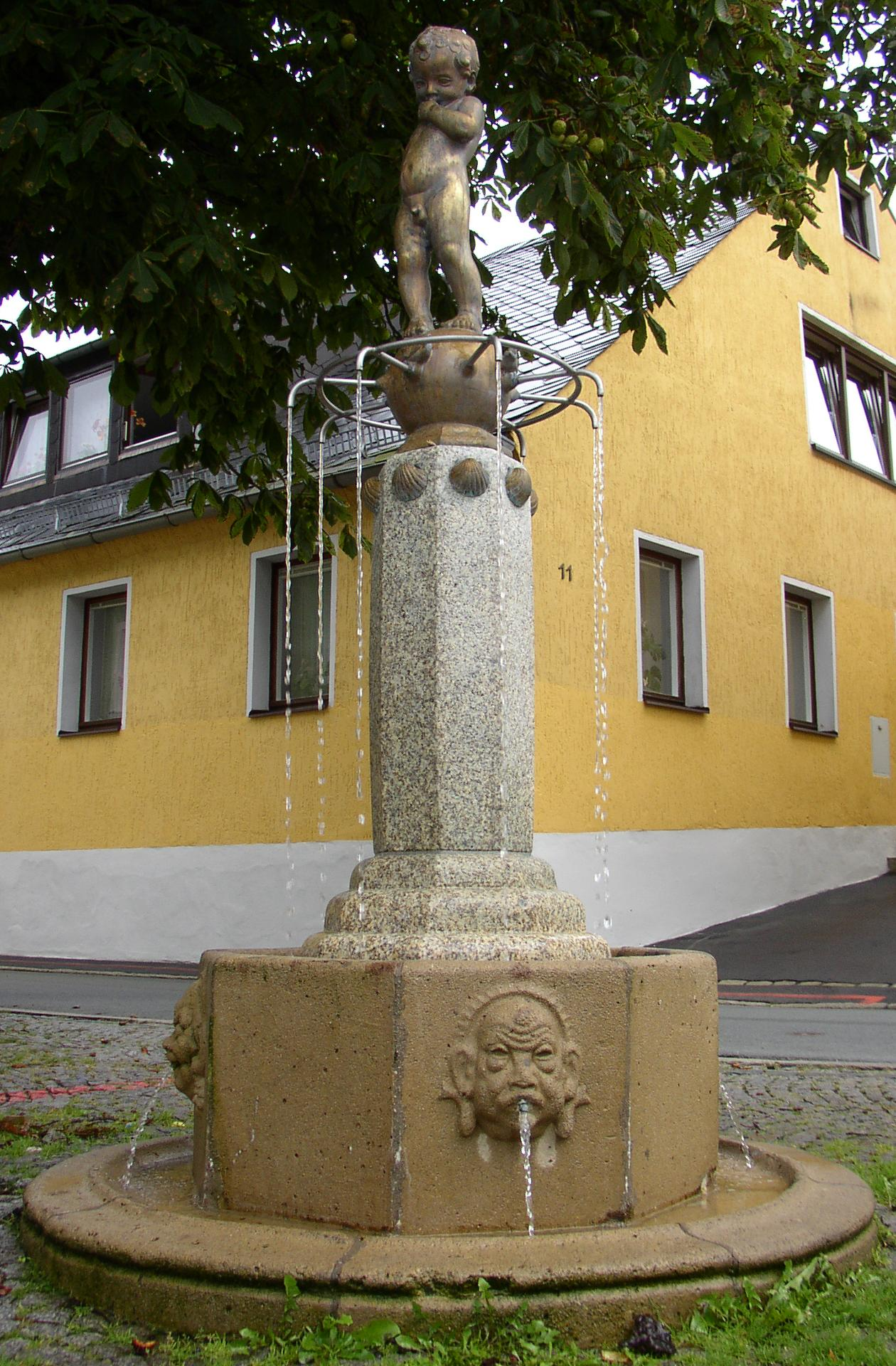
Buberlbrunnen

### Edifici
- Fontana di porcellana nella piazza Martin Luther

Fu creata nel 2003. Più di 45.000 piastrelline di porcellana sono state usate per la costruzione.
- Chiesa St. Andreas

Dopo il grande incendio nel 1856 la chiesa fu ricostruita al posto della chiesa precedente, ma non esattamente sulle antiche fondamenta.
- Vicolo della porcellana

Un'altra attrazione della città è un vicolo ricoperto interamente di porcellana.
- Storia della città scritta su porcellana

È una delle più grandi opere in porcellana di Selb e si trova al Welzel-Haus. Hutschenreuther ha donato la facciata di porcellana per celebrare il 125º anniversario dell'azienda. Il visitatore può vedere gli eventi più rilevanti della storia della porcellana, cominciando dalla prima menzione nel 1281. Sono in mostra anche gli stemmi di tutte le casate che hanno regnato su Selb in passato.
- Campanello e stemma di porcellana

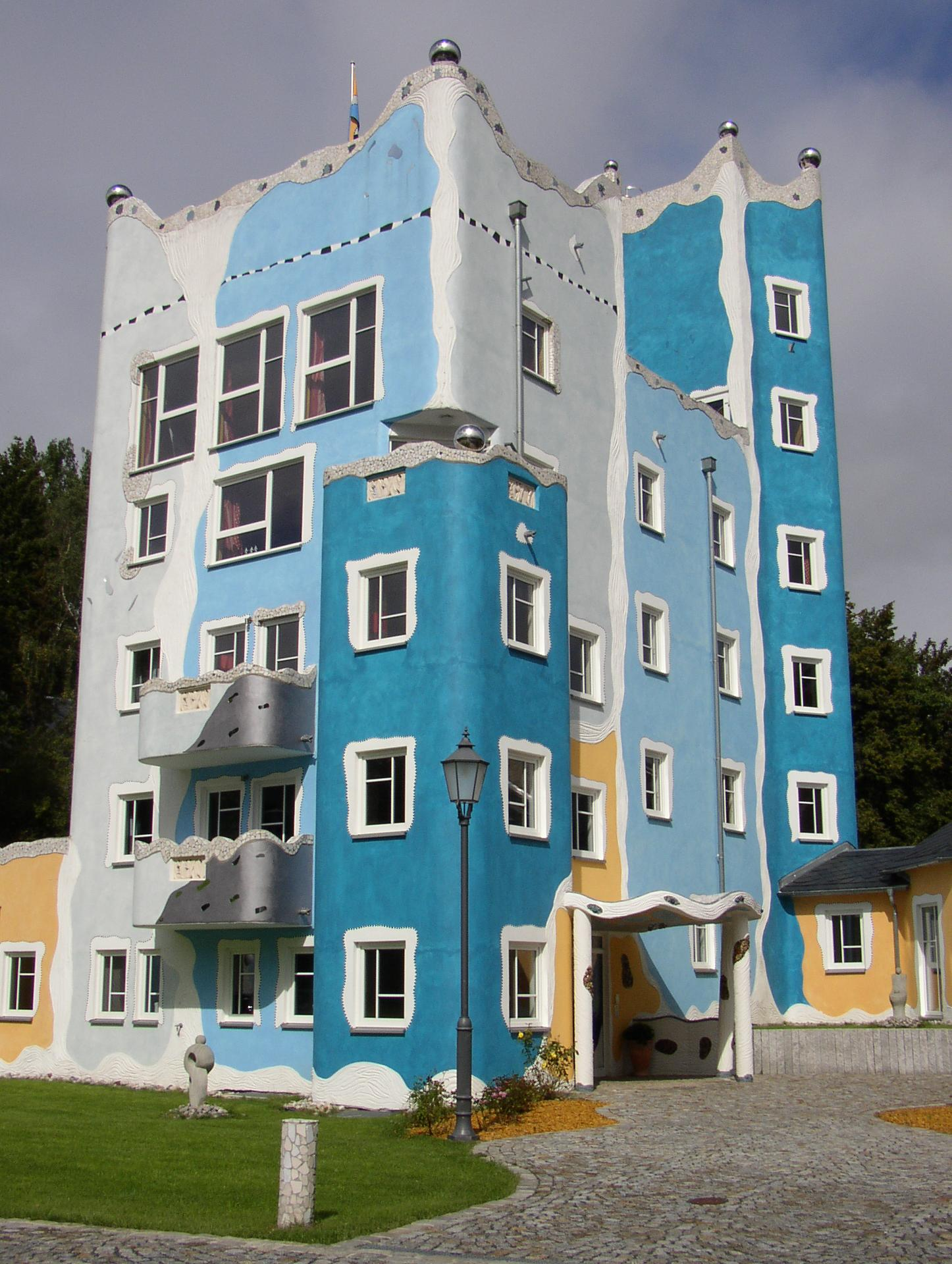
Torre con uffici di Rosenthal

Il campanello si trova nel municipio. È composto da 22 campane. Tutti i giorni lo si può sentire suonare melodie alle 11, alle 13, alle 15 e alle 17.
- Buberlbrunnen

Accanto alla sempre presente porcellana, questa fontana è un altro emblema della città. La fontana esisteva già dal 1921.
- Facciate della Rosenthal AG

Le facciate nella Wittelsbacherstraße sono state disegnate da Otto Piene, Friedensreich Hundertwasser e Marcello Morandini, la fabbrica Rothbühl da Prof. Walter Gropius.
- Fontana di porcellana alla Sparkasse

## Economia
Selb è ancora oggi il centro dell'industria della porcellana in Germania. La produzione a Selb cominciò circa nel 1856, il poco caolino della regione era esaurito già verso il 1900. Le aziende Hutschenreuther, Rosenthal e BHS Tabletop stabilite a Selb producono circa la metà della porcellana tedesca.
Inoltre a Selb si trovano aziende dell'industria meccanica, della ceramica tecnica, dell'elettrotecnica e della lavorazione di materiali sintetici.